# توسندوس
توسندوس (به لاتین: Tusindårsskoven) یک جنگل در دانمارک است که در Odense Municipality واقع شده‌است.